# Les Seins de Lola
Les Seins de Lola est une pièce de théâtre diffusée dans le cadre d'Au théâtre ce soir. L'intrigue de la pièce tourne autour de Lola, une sexagénaire, divorcée et pas très en fonds, qui se met dans la tête de se faire refaire la poitrine.

## L'œuvre
- Auteur : Maria Pacôme
- Réalisée par Jean-Luc Moreau
- Date de diffusion : 1987
- Durée : 1h54
- Langue : français

## Captation duThéâtre Saint-Georges

### Distribution
- Lola : Maria Pacôme
- Julien, ex mari de Lola : François Perrot
- Stéphane, fils de Lola et de Julien : Stéphane Hillel
- Caroline, compagne de Stéphane : Caroline Fornier
- Jérôme, ami de Stéphane : Jérôme Rebbot
- François, ami de Stéphane : François Pacôme
- Nicolas, ami de Stéphane: Nicolas Sempé

### Equipe technique
- Réalisation : Pierre Badel
- Mise en scène : Jean-Luc Moreau
- Décors : Jean-Pierre Barlier
- Musique : Nicolas Sempé